# 9549 Akplatonov
9549 Akplatonov eller 1985 SM2 är en asteroid i huvudbältet som upptäcktes den 19 september 1985 av det rysk-sovjetiska astronomparet Nikolaj och Ljudmila Tjernych vid Krims astrofysiska observatorium på Krim. Den har fått sitt namn efter Aleksandr Platonov.
Asteroiden har en diameter på ungefär 8 kilometer och den tillhör asteroidgruppen Eunomia.